# Prosper Mérimée
Prosper Mérimée (Párizs, 1803. szeptember 28. – Cannes, 1870. szeptember 23.) francia elbeszélő, regényíró, művészettörténész, régész, az Académie des inscriptions et belles-lettres tagja. Leginkább Carmen című elbeszéléséről ismert, amely alapjául szolgált Georges Bizet híres operájának.

## Életpályája
Mérimée apja festő és művészettörténész volt. Jogot tanult, emellett elsajátította a görög, a spanyol, az angol és az orosz nyelvet. Az orosz irodalom – Puskin, Turgenyev és Gogol műveinek – egyik első tolmácsolója volt Franciaországban.
Mérimée vonzódott a misztikumhoz és a történelemhez, feltűnően érdekelték a szokatlan jelenségek. Minden bizonnyal hatással voltak rá a fantasztikus történeteket jegyző Charles Nodier, Sir Walter Scott történelmi regényei és Puskin műveinek könyörtelen lélektani drámája. Számos elbeszélésének szolgált forrásául egy-egy idegen, egzotikus tájon (Oroszország, Spanyolország stb.) játszódó rejtélyes történet.
Mérimée nevét 1829-ben megjelent történelmi regénye, a Szent Bertalan éjszakája tette ismertté.
1834-ben kinevezték a műemlékek országos felügyelőjének és számos műemlék köszönheti neki fennmaradását. Született régész volt, s e munkáját segítette nyelvészeti szaktudása, rendkívül aprólékos tudományos műveltsége, és szakmájának tiszteletteljes szeretete.
Mérimée szenvedélyes utazó volt, megfordult Angliában, Spanyolországban, a Rajna-vidéken, Itáliában és Kis-Ázsiában. 1830-ban Madridban ismerte meg Montijo grófnét, aki a Carmen történetének forrásaként szolgált, és akinek leánya, Eugénia később III. Napóleon feleségeként Franciaország császárnéja lett. Az ő barátságuk révén lett bejáratos Mérimée a császári udvarba, 1853-ban szenátorrá is kinevezték. Ettől kezdve írói munkássága háttérbe szorult.
Mérimée összesen tizennyolc novellát írt. Témaválasztásában romantikus, elbeszélői stílusában azonban már meghaladta korát, és a modernség felé mutat. Vérbeli kisepikus, az elhallgatás és a visszafogottság művésze.
Prosper Mérimée 1870-ben Cannes-ban halt meg, sírja is itt található, a Cimetière du Grand Jas-ban.

## Magyarul megjelent művei
- Bizet György: Carmen. Dalmű; Merimée Prosper beszélye után szövegét írták Meilhac Henrik, Halévy Lajos, ford. id. Ábrányi Kornél; Pfeifer, Bp., 1876 (A Nemzeti Színház könyvtára)
- Carmen. Beszély; ford. B. P.; Franklin, Bp., 1877
- Colomba. Beszély; ford. Szenvey József; Franklin, Bp., 1879 (Olcsó könyvtár)
- Guillot Arsène / Aubain abbé; ford. Karlovszky Endre; Franklin, Bp., 1892 (Olcsó könyvtár)
- Carmen; ford. Sztrókay Kálmán; Athenaeum, Bp., 1920 (Modern könyvtár)
- A korzikai. Az eredeti szöveg és hű magyar fordítása; ford. Velledits Lajos; Lantos, Bp., 1920 (Kétnyelvű klasszikus könyvtár)
- Lelkek a purgatóriumban; ford. Schilling Hilda; Világirodalom, Bp., 1922 (Világirodalom könyvtár. Új sorozat)
- L'enlèvement de la redoute. A sánc bevétele / Ce qu'il en coûte de sauver une Turque. Így jár az ember, ha meg ment egy török nőt; ford. Cz. Toperczer Valéria; Lantos, Bp., 1925 (Kétnyelvű klasszikus könyvtár)
- Testvérharc; ford. Komor András; Franklin, Bp., 1928 (Mindnyájunk könyvtára)
- Carmen / Colomba; ford. Hajó Sándor; Est Lapok–Pesti Napló, Bp., 193? (Filléres klasszikus regények)
- Carmen / Colomba; ford. Komlós Aladár; Franklin, Bp., 1930 (Élő könyvek. Külföldi klasszikusok)
- André Geroaux: Mindenki szeretője. Regény; Prosper Mérimée novellája nyomán, ford. Gerő Dezső; Hajnal, Bp., 194?
- Carmen; ford. Vajda Lászlóné; Hungária Ny., Bp., 1943
- Tamango. Regény; ford. Réz Ádám; Szikra, Bp., 1947 (Szikra regénytár)
- Az ille-i Vénusz. Elbeszélés; ford. Elek Artur, bev. Laczkó Géza; Budapest Irodalmi Intézet, Bp., 1947 (Új könyvtár)
- Az oltári szentség hintaja; ford. Mészöly Dezső / Menny és pokol; ford. Szász Imre / Az asszony – ördög; ford. Mészöly Dezső; Franklin, Bp., 1949
- Carmen. Kisregények, elbeszélések; ford. Gyergyai Albert, Réz Ádám; Révai, Bp., 1950
- Szent Bertalan éjszakája. Regény; ford. Réz Ádám; Szépirodalmi, Bp., 1952
- Elbeszélések; vál., bev., jegyz. Réz Ádám, ford. Gyergyai Albert, Réz Ádám; Európa, Bp., 1957 (A világirodalom klasszikusai)
- Prosper Mérimée összes regényei és elbeszélései; ford. Gyergyai Albert, Réz Ádám, utószó, jegyz. Réz Ádám; Magyar Helikon–Európa, Bp., 1967 (Helikon klasszikusok)
- Szent Bertalan éjszakája, Európa Könyvkiadó, 1980 ISBN 9630721406
- Márton László: Carmen. Színmű Prosper Mérimée elbeszélése alapján; Holnap, Bp., 1991
- Georges Bizet: Carmen; szöv. Prosper Merimée nyomán Henri Meilhac, Ludovic Halévy, ford. Baranyi Ferenc; Eötvös, Bp., 2003 (Kétnyelvű operaszövegkönyvek)
- Carmen / Colomba; ford. Réz Ádám; Míves Céh; Bp., 2007 ISBN 9638691794